# Adolf Rummer
Adolf svobodný pán Rummer z Rummershofu (německy Adolf Freiherr Rummer von Rummershof) (24. července 1847 Dvorce u Bruntálu – 17. února 1918 Štýrský Hradec) byl rakousko-uherský generál. Pocházel ze severní Moravy a v c. k. armádě sloužil od roku 1865. Působil jako štábní důstojník a vystřídal službu u různých posádek v celé monarchii, delší dobu strávil v Čechách. Svou kariéru završil jako velitel 9. armádního sboru v Litoměřicích (1908–1912) a v roce 1909 dosáhl hodnosti generála pěchoty. V roce 1917 získal titul barona. 

## Životopis

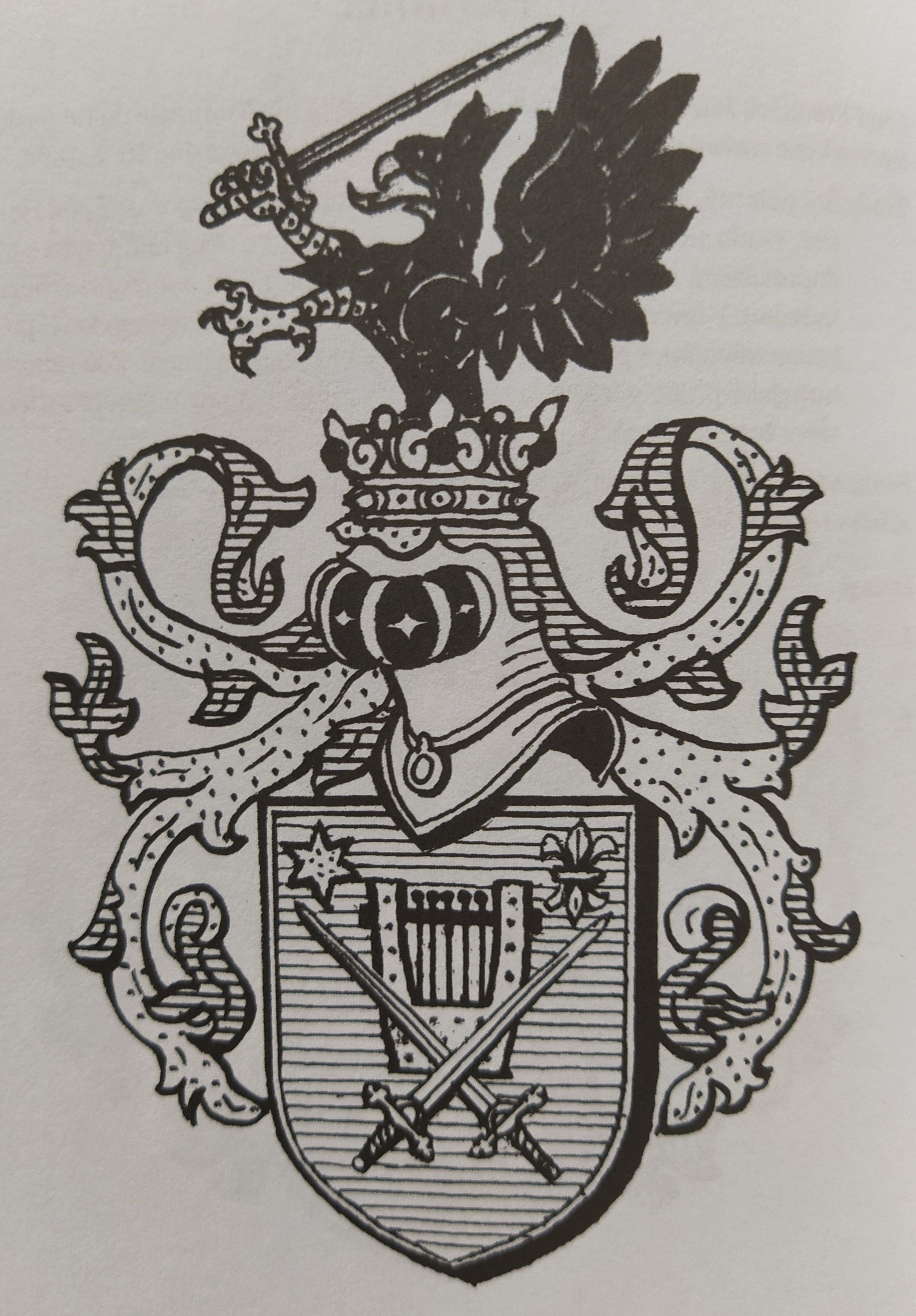
Erb Adolfa Rummera

Pocházel z dobře situované živnostnické rodiny ze Šumperska. Podle otcova přání se měl vyučit tkalcem a převzít rodinnou živnost, po vzoru staršího bratra Karla ale vstoupil do armády. Službu začal u 35. pěšího pluku, získal vojenskou průpravu a stal se kadetem. Aktivně bojoval v prusko-rakouské válce a byl zraněn v bitvě u Jičína (1866). Později sloužil u pěšího pluku č. 51 a v letech 1876–1879 si doplnil vzdělání na Válečné škole (K.u.k. Kriegschule) ve Vídni. Po absolutoriu byl v hodnosti setníka přidělen ke generálnímu štábu, poté sloužil jako štábní důstojník ve Lvově a Prešpurku, později se uplatnil v kartografických institucích v Innsbrucku a ve Vídni. Mezitím postupoval v hodnostech (major 1888, podplukovník 1890, plukovník 1893) a v roce 1896 byl povýšen do šlechtického stavu s titulem rytíř a predikátem von Rummershof. 
Po delším působení u Vojenského zeměpisného ústavu (Militär-geographisches Institut) ve Vídni byl v roce 1899 povýšen do hodnosti generálmajora a převzal velení 19. pěší brigády v Josefově. V roce 1904 získal hodnost polního podmaršála a stal se velitelem 12. pěší divize v Krakově., již o rok později byl přeložen jako velitel 9. pěší divize do Prahy. Nakonec byl v letech 1908–1912 velitelem IX. armádního sboru v Litoměřicích. K datu 1. května 1909 byl povýšen do hodnosti generála pěchoty. Funkci velitele litoměřického armádního sboru opustil v prosinci 1912 a k datu 1. května 1913 byl penzionován. Usadil se ve Štýrském Hradci a na začátku první světové války byl formálně reaktivován, zůstal ale ve Štýrském Hradci, kde se podílel na organizaci zásobování. 

## Tituly a ocenění
Za účast v prusko-rakouské válce obdržel Vojenskou záslužnou medaili (1873). V roce 1897 získal Řád železné koruny III. třídy, později se stal rytířem (1906) a komandérem (1908) Leopoldova řádu, dále byl nositelem Vojenského záslužného kříže, Vojenský jubilejní kříž a Vojenské služební medaile. Několik ocenění získal také od zahraničních panovníků, byl nositelem velkokříže pruského Řádu červené orlice, komandérem Řádu rumunské hvězdy a japonského Řádu posvátného pokladu. Jako velitel armádního sboru byl v roce 1908 jmenován c. k. tajným radou s nárokem na oslovení Excelence. Od roku 1910 byl čestným majitelem pěšího pluku č. 98 posádkově příslušného do Vysokého Mýta. V roce 1917 byl povýšen do stavu svobodných pánů. 

## Rodina
Během služby ve Lvově se v roce 1880 oženil s Kornélií Komorovou, dcerou lékaře. Z jejich manželství se narodily tři děti, nejstarší dcera Vilemína (1881–1889) zemřela v dětství, mladší dcera Štěpánka (*1882) se provdala za důstojníka Konrada Gülchera. Syn Adolf (*1885) sloužil v armádě.
Adolfův starší bratr Karel (1832–1907) sloužil v armádě, později byl plukovníkem četnictva a v roce 1897 byl povýšen do šlechtického stavu. 